# Bourg-et-Comin
Bourg-et-Comin település Franciaországban, Aisne megyében. Lakosainak száma 809 fő (2022. január 1.). Bourg-et-Comin Cuissy-et-Geny, Moulins, Moussy-Verneuil, Œuilly, Paissy, Pont-Arcy, Vendresse-Beaulne, Viel-Arcy és Les Septvallons községekkel határos.

## Népesség
A település népességének változása:
| Lakosok száma | 515  | 536  | 535  | 730  | 829  | 832  | 822  | 810  | 810  | 809  |
|               | 1968 | 1982 | 1990 | 2006 | 2013 | 2015 | 2017 | 2019 | 2020 | 2022 |